# サッカラ
サッカラ（アラビア語: سقارة、Saqqara）は、エジプトにある広大な古代の埋葬地であり、古代エジプトの首都だったメンフィスのネクロポリスだった。サッカラには多数のピラミッドがある。中でも有名なジェセル王のピラミッドは、その形状から階段ピラミッドとも呼ばれる。他にもマスタバがいくつかある。現在のカイロから南に30kmほど行ったところにあり、7km×1.5kmほどの領域をサッカラと呼んでいる。サッカラという地名は、エジプトの葬祭神ソカル (Sokar) に由来すると言われている。
サッカラでも最古の切石積みの建築物がジェセル王の階段ピラミッドで、第3王朝の時代に建てられた。他に16人のファラオがここにピラミッドを建てたが、それらの保存状態は様々である。歴代の王朝はここに何らかの埋葬記念碑を追加していった。王家以外の重要な墓もあり、信仰儀礼はプトレマイオス朝時代や古代ローマ時代も含め3000年以上も続いた。
サッカラの北にはアブシール、南にはダハシュールがある。三大ピラミッドのあるギザからダハシュールまでの地域は、古代エジプトの様々な時代のメンフィスの住民がネクロポリスとして使用した場所であり、1979年に世界遺産に登録された（メンフィスとその墓地遺跡）。
2020年11月、約2500年前に埋葬された100基以上の木棺を見つけたと発表した。未盗掘で保存状態も非常に良く、当時の富裕層が埋葬されたものと推測されている。

## 歴史

### 初期王朝時代

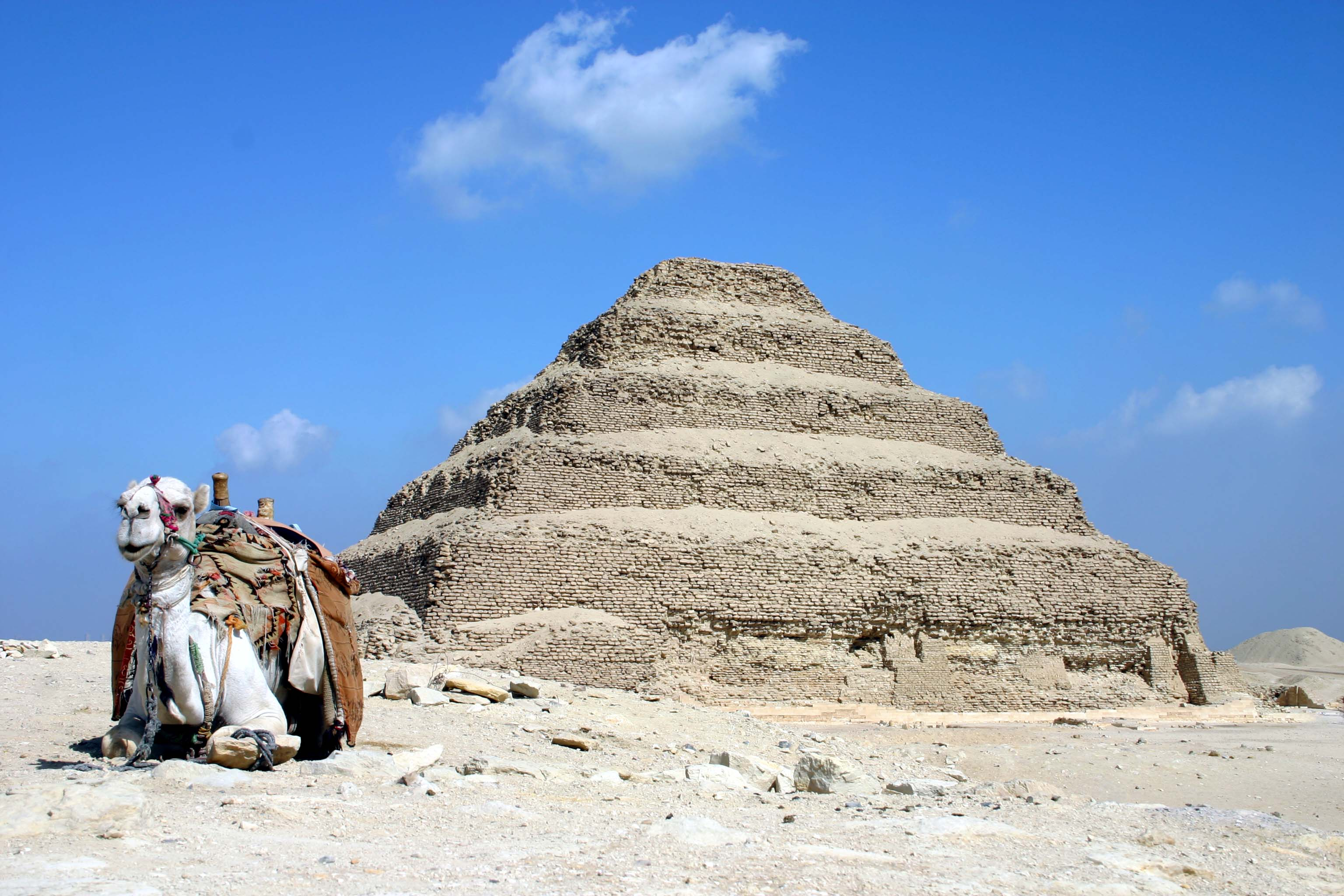
サッカラの階段ピラミッド

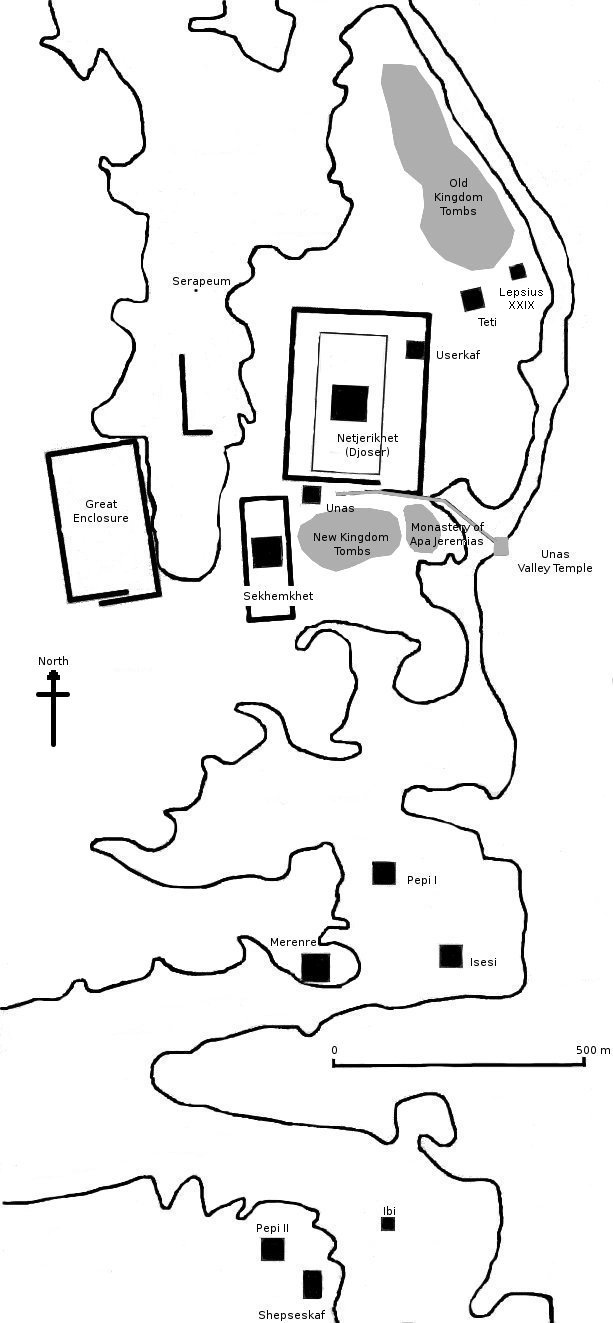
地図

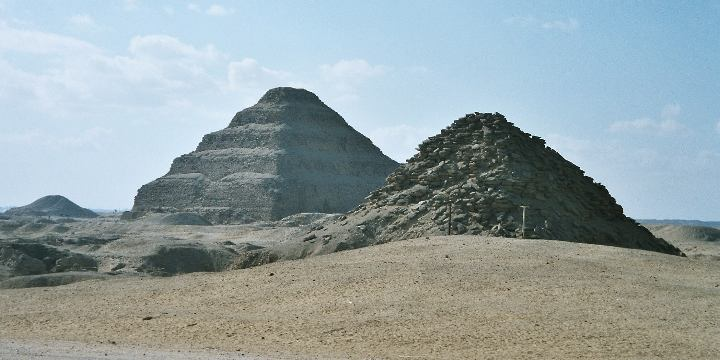
サッカラの眺め。ジェセル王のピラミッドが中央に見える。左端遠方に見えるのはウナス王のピラミッドで、手前右に見えるのはウセルカフ王のピラミッド

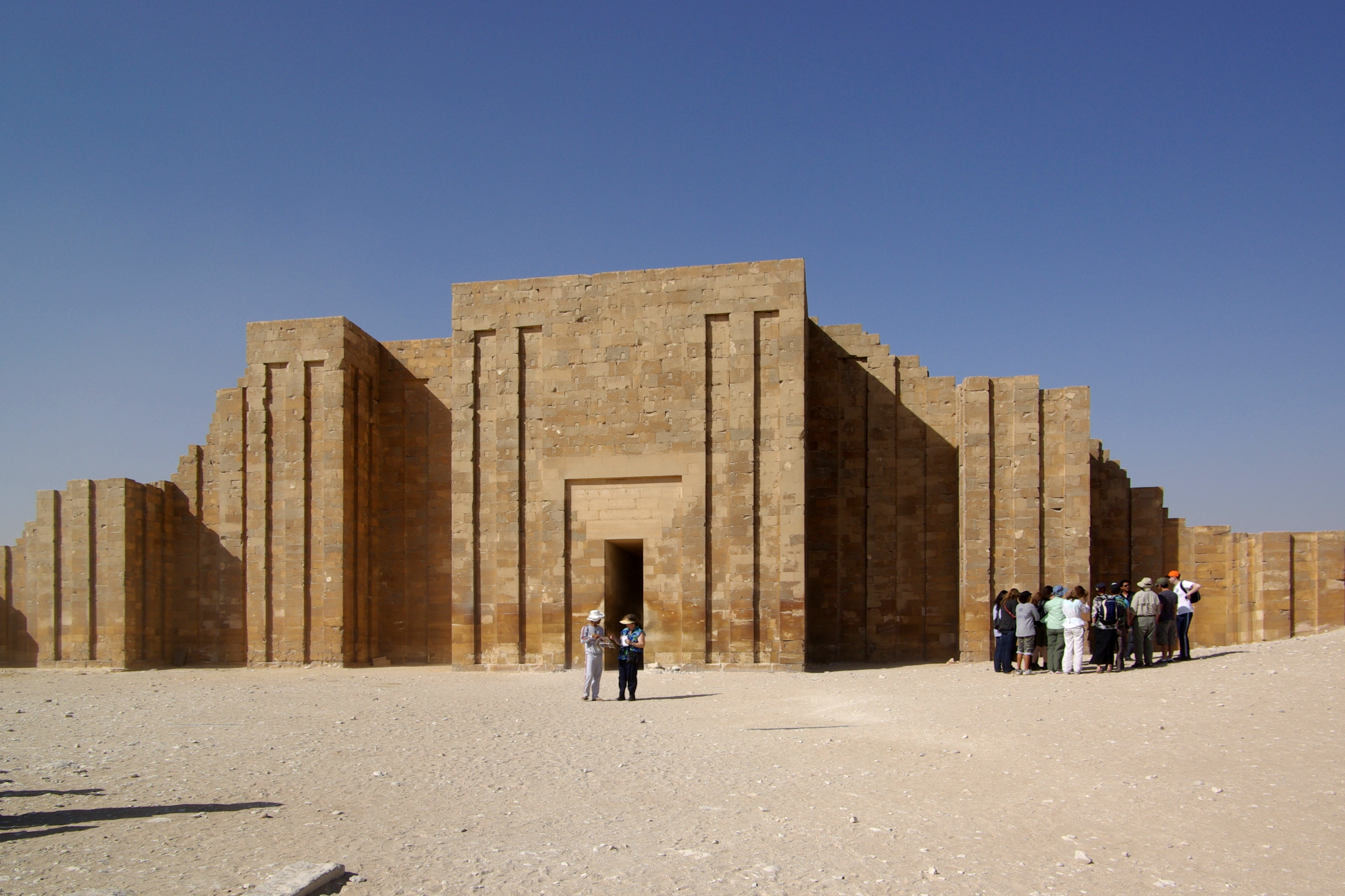
ジェセルのピラミッド複合体

最古の貴族の墳墓はエジプト第1王朝のもので、サッカラ平原の北端にある。このころ、王家の墓はアビュドスにあった。サッカラでの最古の王家の墓はエジプト第2王朝のもので、地下回廊で構成されている。第2王朝の最後の王カセケムイはアビュドスに埋葬されたが、大きな矩形の囲いから成る埋葬記念碑 Gisr el-Mudir がサッカラに建てられた。これが後の階段ピラミッド複合体を取り囲む記念碑的な壁の着想の元になったと見られている。ジェセル王の複合埋葬施設はイムホテプが建設したもので、多数のダミーの建物が付属しており、二次的なマスタバもある。フランス人建築家でエジプト学者の Jean-Philippe Lauer は、このジェセルのピラミッド複合体の発掘と復元に生涯の大部分を捧げた。

#### 初期王朝時代の遺跡
- ヘテプセムケイ王の墓
- ニネチェル王の墓
- Buried Pyramid - セケムケト王の埋葬複合体
- Gisr el-Mudir - カセケムイ王の埋葬複合体
- 階段ピラミッド - ジェセル王の埋葬複合体

### 古王国時代
エジプト第4王朝の王のほとんどは、それぞれのピラミッドを別の場所に建設している。第5王朝と第6王朝のエジプト古王国時代後半、サッカラは再び王家の埋葬地となった。第5および第6王朝のピラミッドは切石をあまり使わず、中身を瓦礫を積み上げて作っている。このため、第4王朝の王たちがギザに建てた有名なピラミッド群に比べて保存状態が良くない。第5王朝最後の王ウナスは、ピラミッド内の石室の壁に Pyramid Texts と呼ばれる碑文を刻んだ最初のファラオである。古王国時代、廷臣たちはファラオのピラミッド周辺のマスタバに埋蔵される慣習があった。従ってそのような墓群は、サッカラにあるウナス王やテティ王のピラミッド複合体の周辺で形成された。

#### 古王国時代の遺跡
- Mastabet el-Fara'un - 第4王朝のシェプスセスカーフ王の墓
- 第5王朝ウセルカフ王のピラミッド複合体 (en）
- Haram el-Shawaf - ジェドカラー王のピラミッド複合体
- メンカウホル王のピラミッド
- Ti のマスタバ
- カーヌムホテップとニアンカーカーヌムのマスタバ
- ウナス王のピラミッド複合体
- Ptahhotep のマスタバ
- 第6王朝テティ王のピラミッド複合体 (en)
- Mereruka のマスタバ
- Kagemni のマスタバ
- ペピ1世のピラミッド複合体 (en)
- メルエンラー1世のピラミッド複合体 (en)
- ペピ2世のピラミッド複合体

#### 第1中間期の遺跡
エジプト第1中間期のピラミッドとしては次のものがある。
- 第8王朝カカラー・イビィ王のピラミッド

### 中王国時代
エジプト中王国時代になると、メンフィスは首都ではなくなり、歴代のファラオたちも他所に埋葬施設を建設するようになった。そのため、サッカラのこの時代の遺跡は王家以外のものが若干見つかっている程度である。

#### 第2中間期の遺跡
エジプト第2中間期のピラミッドとしては次のものがある。
- 第13王朝ケンジェル王のピラミッド (en)
- 特定されていない王のピラミッド

### 新王国時代
エジプト新王国時代のメンフィスは統治の上でも軍事的にも重要な都市であり、首都に次ぐ第2の都市だった。エジプト第18王朝以降、多くの高官がサッカラに墓を建てた。ホルエムヘブはまだ将軍だったころにサッカラに大きな墓を建てたが、後にファラオとなったためテーベの王家の谷に埋葬されることになった。
かつての多くの墳墓はこの時代にも建っていたが荒廃が進んでいった。ラムセス2世の子カエムワセトはサッカラの墳墓群の修復を行っている。中でもウナス王のピラミッド修復に際しては、修復を記念して南面に石碑を追加している。またサッカラにあったアピスの聖牛の埋葬施設を拡張し、自身もサッカラの地下墓地に埋葬された。フランス人エジプト学者オギュスト・マリエットは、その施設とカエムワセトの墓を発見した。

#### 新王国時代の遺跡
高官の墓群がいくつか見つかっており、ホルエムヘブの使われなかった墓やツタンカーメンに仕えた財務長官マヤの墓などがある。出土したレリーフや彫像はオランダのライデンにある国立古代博物館やロンドンの大英博物館に展示されている。

### その後
新王国時代以降もナイル川のデルタ地帯に首都が設けられたことがあるため、サッカラが高官の埋葬地として使われることがあった。さらに、いくつかの信仰の中心地があるため、巡礼者の目的地として重要になっていった。特にセラペウムを中心として地下回廊が掘られ、トキ、ヒヒ、ネコ、イヌ、ハヤブサなどのミイラがそこに埋葬された。

#### 末期王朝時代からローマ属州時代の遺跡
- 末期王朝時代の高官の墓
- プトレマイオス朝時代のセラペウム
- 'Philosophers circle' - 古代ギリシアの有名な思想家や詩人の記念碑。ヘーシオドス、ホメーロス、ピンダロス、プラトンらの像がある。
- コプト正教会の修道院